# Ladysmith (Südafrika)
Ladysmith (zulu ILadysmith) ist eine Stadt in Südafrika in der Gemeinde Alfred Duma, Distrikt Uthukela, Provinz KwaZulu-Natal. 2011 hatte sie 64.855 Einwohner. Die Stadt wurde 1847 von Buren gegründet. Wenige Monate später wurde sie unter britische Verwaltung gestellt. Die Stadt ist nach Juana Smith, der spanischstämmigen Ehefrau des damaligen britischen Gouverneurs der Kapkolonie, Sir Harry Smith, benannt.
Im Burenkrieg wurde die Stadt von Anfang November 1899 bis Ende Februar 1900 118 Tage von Buren belagert, bis sie von britischen Truppen unter dem Kommando von General Redvers Buller befreit wurde. Die britische Garnison wurde dabei von George Stuart White kommandiert. Auf britischer Seite fielen fast 3000 Soldaten.

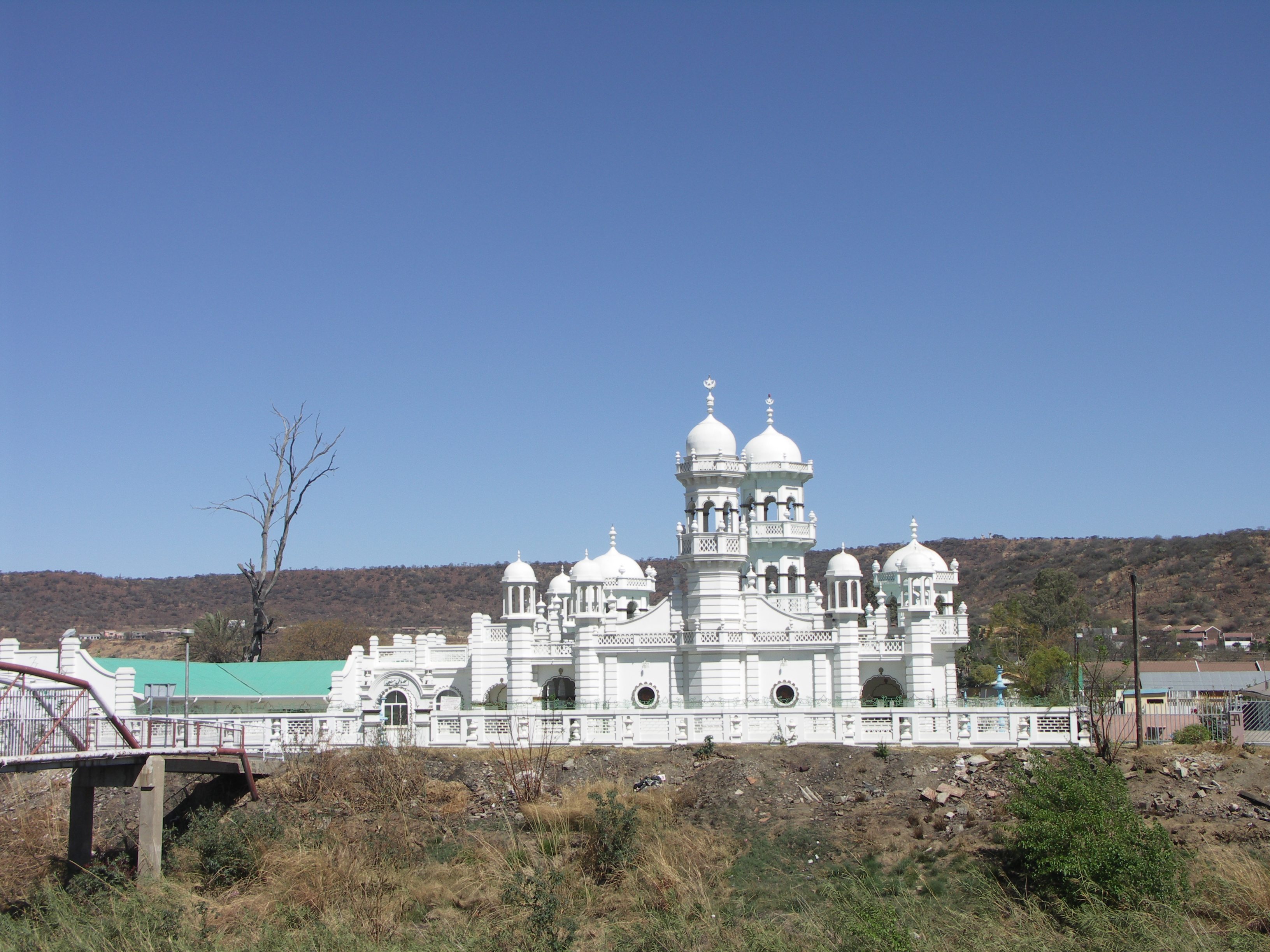
Sufi-Moschee in Ladysmith

Ladysmith wird von Christen, Muslimen und Hindus bewohnt. Die islamische Mission erfolgte seit 1895 von Indien aus durch Hazrat Sufi Sahib. 1902 wurde die Hindugemeinde gegründet.
Haupterwerbszweige der Stadt sind die Nahrungsmittelwirtschaft, Textil- und Reifenherstellung. In der Nähe der Stadt befindet sich das Ingula-Pumpspeicherwerk. Die Stadt ist immer wieder durch Überschwemmungen des Klip River gefährdet.

## Sehenswürdigkeiten
Beim 1893 erbauten Rathaus stehen die zwei historischen Kanonen „Castor“ und „Pollux“, die an die Zeit der Burenkriege erinnern. Weiterhin hat die hiesige Hindu-Gemeinde 1993 dem indischen Unabhängigkeitshelden Mahatma Gandhi, der einige Jahre in Südafrika lebte und während der Belagerung von Ladysmith ein Ambulanzkorps gegründet hatte, in Ladysmith ein Denkmal errichtet. Eine Reihe von Gedenkstätten erinnert an die Belagerung und an die Kämpfe in der Nähe der Stadt.

## Söhne und Töchter der Stadt
- Joseph Shabalala (1941–2020), Gründer der Gesangsgruppe Ladysmith Black Mambazo
- Elmer Symons (1977–2007), Motorradrennfahrer
- Zakithi Nene (* 1998), Sprinter